# Кароліна Заболотна
Кароліна Заболотна (лит. Karolina Zabolotnaja; нар. 17 лютого 1998) — литовська футболістка, нападниця. Виступала за дівочу (WU-17) та національна збірна Литви.

## Клубна кар'єра
З 2013 року грала у шауляйській «Гінтрі». Грала в литовській жіночій футбольній лізі А. Також представляв команду Шяуляйської футбольної академії.
З 2016 року виступала за каунаський ЛГУ-Жара у жіночій А-Лізі.
З 2017 року грала за «Кауно Жальгіріс» в жіночій А-Лізі.

## Кар'єра в збірній
команда WU-17
- 2013 року отримала запрошення до діочої збірної WU-17. Грала в кваліфікації дівочого чемпіонату світу WU-17.
- 22 жовтня 2014 року відзначилася голом у нічийному (3:3) поєдинку проти Румунії[1].

команда WU-19
2016 року отримала запрошення до молодіжної збірної (WU-19). Грала проти Бельгії та Білорусі.
національна збірна
19 лютого 2022 року зіграла в матчі проти збірної Болгарії та відзначилася голом. Литовки перемогли суперників з рахунком 3:2.

## Досягнення
«Гінтра»
- Чемпіонат Литви
  -  Чемпіон (2): 2014, 2015

- Кубок Литви
  -  Володар (1): 2014[6]